# Dag Norgård
Dag Norgård, född 22 maj 1947 i Hamar i Norge, är en svensk regissör och dramatiker, bosatt på Österlen.

## Biografi
Norgård är utbildad skådespelare vid Teaterhögskolan i Stockholm och har bland annat  verkat som skådespelare, regissör och dramatiker på Skånska Teatern fram till 1984. Han skrev och regisserade där uppmärksammade uppsättningar som Kaspar Hauser, Robin Hood och Oda!- Saatans kvinna!! (som är översatt till fem språk och spelad på ett dussintal teatrar i Norden och London). Sedan dess har han varit verksam på över 20 teatrar runt om i Sverige som regissör och dramatiker. Han har bland annat skrivit Christian! – Jävla Karl!! (om Christian Krogh) på Stockholms Stadsteater, Oda och Christian på Länsteatern i Skövde, Stjärntoken i Landskrona, Innan allting annat på Norrbottensteatern, Trätornas träsk på Länsteatern i Skaraborg, 15 minutes of fame - en musikal för ScenÖsterlen, Willkommen - en musikal på ett behandlingshem för unga mer eller mindre trasiga människor och ungdomspjäserna Anna och Nora och Den tomma stolen. Dag Norgård har också skrivit manuset till pjäsen Ensamma krigare, en dramatisering av Eva Wikanders böcker Ensam krigare och Ensam med hajar. Dramatisering av Joyce Carol Oates - Foxfire (om tjejligan som hämnas på män).
Norgård har regisserat över 100 scenproduktioner runt om i Sverige och har varit konstnärlig ledare både för Skånska Teatern och på Stockholms stadsteater. Han har undervisat på bland annat Teaterhögskolan i Malmö respektive Stockholm samt Balettakademien i Göteborg. Han är även en av initiativtagarna till SMES (Specialutformat musikalestetiskt program) på Österlengymnasiet i Simrishamn där han också har undervisat. 
1999 grundade han barn- och ungdomsteatern Scen Österlen i Simrishamn och har under många år varit dess ledare och skapare av många produktioner.
Han har under år 2007 arbetat med dansteatergruppen Jeerk, Radioteatern i Malmö, Boomerangteatret, Borås Stadsteater med en alldeles ny Astrid Lindgren-berättelse: Märit, och Teaterhögskolan i Luleå.
Våren 2008 spelade han Edgar i Strindbergs Dödsdansen i regi av Pontus Plaenge på Malmö stadsteater efter ett 28 år långt uppehåll som skådespelare. Han översatte den norske konstnären Odd Nerdrums pjäs Emmanuel Kants sista dagar som spelades på Mårten Pers Källa på Österlen, bearbetade en version av Romeo och Julia till Sven Wollter och Evabritt Strandberg med monologer och sonetter som produceras av Musik i Syd och framfördes tillsammans med Ensemble Mare Balticum.
2008-09 följde uppsättning av Hamlet med dansteatergruppen Jeerk, Pinocchio på Borås Stadsteater, och 2009 kom han och Chatarina Larsson att göra en nyuppsättning av Oda!- Saatans kvinna!! på Hipp på Malmö stadsteater.

## Teater

### Regi (ej komplett)
| År   | Produktion                                        | Upphovsman                                         | Teater                                          |
| ---- | ------------------------------------------------- | -------------------------------------------------- | ----------------------------------------------- |
| 1992 | Oliver Twist                                      | Charles Dickens Dramatisering Dag Norgård          | Norrbottensteatern                              |
| 1994 | A Clockwork Orange                                | Anthony Burgess Översättning Dag Norgård           | Norrbottensteatern                              |
| 1995 | Tolvskillingsoperan Die Dreigroschenoper          | Bertolt Brecht och Kurt Weill                      | Regionteatern Blekinge Kronoberg                |
| 1997 | Revisorn Ревизор, Revizor                         | Nikolaj Gogol Översättning Staffan Skott           | Regionteatern Blekinge Kronoberg                |
| 2015 | Seminarier om Upplevelsebaserat skådespelararbete |                                                    |                                                 |
| 2016 | Romeo och Julia The Tragedy of Romeo and Juliet   | William Shakespeare Översättning Göran O. Eriksson | Kulturhuset Stadsteatern Turné                  |
| 2016 | Märtha, gift Söderberg                            | Dag Norgård                                        | Vadstena                                        |
| 2017 | Monologer                                         | Dag Norgård                                        | Borås Stadsteater, Lennart Eriksson Eva Ahlberg |
| 2017 | Fröken Julie (20 år senare)                       |                                                    | Vadstena                                        |
| 2018 | De Ensamma                                        | Dag Norgård                                        | Öresundsteatern, Landskrona Teater              |
| 2018 | Långa Resan                                       | Anders Kungsman                                    | Öresundsteatern                                 |
| 2018 | Hissvägraren                                      | Bengt Ahlfors                                      | Regionteatern, Växjö                            |
| 2019 | Alfhild Agrell                                    | Therese Söderberg                                  | Mittlänsteatern, Sundsvall                      |
| 2020 | TEATERDAGBOKEN Om alternativt skådespelararbete   | Dag Norgård                                        | Egen produktion                                 |
| 2021 | Sufflören                                         | Andreas T. Olsson                                  | Regionteatern Växjö                             |

### Roller (ej komplett)
| År        | Roll                         | Produktion                                                                | Regi            | Teater                              |
| --------- | ---------------------------- | ------------------------------------------------------------------------- | --------------- | ----------------------------------- |
| 1972      | Benvolio                     | Romeo och Julia (The Tragedy of Romeo and Juliet) William Shakespeare     | Bernhard Krook  | Hallwylska palatset                 |
| 1973      | Klaban Clovn                 |                                                                           |                 | Frognerparken, Oslo                 |
| 1974-1980 | Kalle Smålänning, Oberon etc | Maria från Borstahusen, Midsommarnattsdröm etc                            | Peter Oskarsson | Skånska Teatern                     |
| 1980      | Galileos elev                | Jorden rör sig                                                            | Peter Oskarsson | Angeredsteatern                     |
| 2008      | Edgar                        | Dödsdansen August Strindberg                                              | Pontus Plaenge  | Malmö Stadsteater                   |
| 2009      | Fallstaff                    | Muntra fruarna i Windsor (The Merry Wives of Windsor) William Shakespeare | Pontus Plaenge  | Shakespeare på Gräsgården, Vadstena |
| 2010      | Jan-Ove                      | Othellos tårar Dag Norgård                                                | Dag Norgård     | Turne Teater Driva                  |
| 2011      | Oberon                       | En midsommarnattsdröm (A Midsummer Night's Dream) William Shakespeare     | Karl Seldahl    | Döda Fallet                         |
| 2012      | Oberon                       | En midsommarnattsdröm (A Midsummer Night's Dream) William Shakespeare     | Karl Seldahl    | Döda Fallet                         |
| 2013      | Jan-Ove                      | Othellos tårar                                                            | Dag Norgård     | Teater Scratch, Luleå               |
| 2014      | Frankenstein d ä             | Frankenstein (Frankenstein; or, The Modern Prometheus)                    |                 | Norrbottensteatern                  |
| 2015-2018 | Jens                         | Enstöringen                                                               | Dag Norgård     | Turné                               |
| 2019      |                              | Hissvägraren                                                              | Dag Norgård     | Regionteatern Växjö                 |
| 2019      |                              | I huvudet på Alfhild Agrell                                               | Dag Norgård     | Mittlänsteatern Sundsvall           |
| 2020      |                              | Sufflören Andreas T. Olsson                                               | Dag Norgård     | Regionteatern Växjö                 |